# アンドレア・テメシュバリ
アンドレア・テメシュバリ（Andrea Temesvári, 1966年4月26日 - ）は、ハンガリー・ブダペスト出身の元女子プロテニス選手。1986年の全仏オープン女子ダブルスで、マルチナ・ナブラチロワとペアを組んで優勝した。若き日には、アイドル性のある愛らしい天才少女としても高い人気を持っていた。WTAツアーでシングルス5勝、ダブルスで1986年全仏オープンを含む6勝を挙げた。シングルス自己最高ランキングは7位。身長182cm、体重61kg。右利き、バックハンド・ストロークは両手打ち。

## 来歴
アンドレア・テメシュバリは9歳からテニスを始め、1981年の全仏オープンで4大大会にデビューした。1982年に女子テニス協会の「最も進歩した選手賞」（Most Improved Player Award）を受賞。1983年に「イタリアン・オープン」と「全米クレーコート選手権」の2大会で優勝し、初めて世界ランキングトップ10位以内に入る。この年は全仏オープンで、ハナ・マンドリコワとの4回戦に進出した。1984年にテメシュバリはウィンブルドンと（当時は年末開催で、女子シングルスも6回戦制だった）全豪オープンでベスト16に入ったが、4大大会女子シングルスではベスト8以上に勝ち進むことができなかった。1986年の全仏オープンで、テメシュバリは女子ダブルスでマルチナ・ナブラチロワとペアを組み、決勝でシュテフィ・グラフ＆ガブリエラ・サバティーニ組を 6-1, 6-2 のストレートで破って優勝した。ところが、1987年初頭からテメシュバリは肩と足首の故障に悩まされ、1年8ヶ月の戦線離脱を余儀なくされる。そのため、一時期は早熟少女の燃え尽き症候群を疑われたこともあった。
1989年からテメシュバリは女子テニスツアーに復帰を果たし、久々の4大大会出場となった1989年全豪オープンにも3回戦まで勝ち進んだ。同年の8月第3週にアメリカ・ニュージャージー州で行われた「ユナイテッド・ジャージー」大会では、当時世界ランキング1位に君臨していたシュテフィ・グラフとの決勝戦まで進み、全米オープンでも3回戦に進出している。復帰後のテメシュバリは、ツアーでシングルス優勝はできなかったが、ダブルスで3つのタイトルを加え、1996年全仏オープンまで4大大会の本戦に出場を続けた。同年のアトランタ五輪にも、ハンガリー代表選手として出場した。1997年6月に31歳で現役を引退。テメシュバリは2003年に女子テニス国別対抗戦・フェドカップのハンガリー代表監督を務め、チームをアルゼンチンとの「ワールドグループ・プレーオフ」まで導いた。